# Elín Briem
Elín Briem, född 1856, död 1937, var en isländsk författare. 
Hon studerade under Nathalie Zahles skola i Köpenhamn. Hon var rektor eller föreståndare för kvinnoskolan vid Ytri-Ey i Austur- Húnavatnssýsla 1883–1895. Senare grundade hon hushållsskolan Hússtjórnaskóli Reykjavíkur 1897. Hon utgav en kokbok som fick stort inflytande på den isländska kokkonsten.